# Едріанн Аллен
Едріанн Аллен (англ. Adrianne Allen; нар. 7 лютого 1907, Манчестер, Ланкашир, Англія — пом. 14 вересня 1993, Монтре, Швейцарія) — британська театральна акторка, що грала на лондонській та бродвейській сцені, також з'явилася в кількох фільмах і телесеріалах з 1930 по 1955 роки. Майстриня легких комедій.

## Життєпис
Народилася 7 лютого 1907 року в Манчестері, Англія у сім'ї Джона та Марґарет Аллен. Навчалася у Німеччині та Франції. Вивчала акторську майстерність в Королівській академії драматичного мистецтва. Її випускний спектакль відбувся у 1926 році, привернувши увагу продюсера та режисера Безіла Діна. Він запропонував Аллен роль Ніни Вансіттарт у п'єсі Ноеля Каварда «Легка поведінка».
Вперша на сцені театру виступила в Вест-Енді у 1930 році, втіливши Сібіл Чейз в постановці «Приватне життя». У 1935 році Едріанн Аллен зіграла Елізабет Беннет в бродвейській постановці «Гордість і упередження». Критика високо оцінила її бездоганне виконавську майстерність.
У 1948 році Едріанн Аллен настільки тонко зіграла збожеволілу дружину та матір в п'єсі «Едвард, мій син», що сцену, в якій чоловік знущається з неї, назвали одним з найважливіших досягнень року на Бродвеї. У 1956 році Аллен втілила матір, яка намагається видати свою дочку в шлюб, у комедії «Дебютантка мимоволі».
З 1958 року завершила акторську кар'єру і більше не з'являлася ані на сцені, ані на екрані.

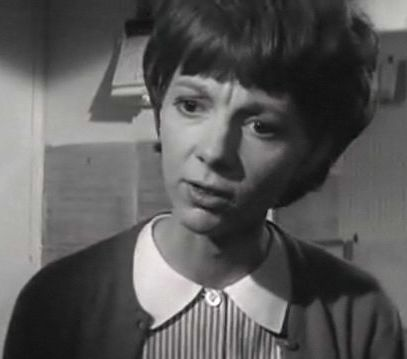
Дочка Едріанн — Анна Мессі

### Особисте життя
У 1929 році одружилася з американським актором канадського походження Реймондом Мессі. Народила двох дітей, сина Данієля та дочку Анну, які пізніше теж стали акторами. Розлучилася 7 липня 1939 року.
20 липня 1939 року одружилася з правником Вільямом Двайтом Вітні, давнім другом сім'ї, який вів її розлучний процес. Його колишня дружина Дороті Вітні, яка представляла інтереси Реймонда Мессі, теж незабаром одружилася зі своїм клієнтом. Обидві пари зберегли дружні відносини та жили щасливо до кінця своїх днів. Ця історія надихнула голлівудських сценаристів на створення комедії «Ребро Адама».
Під час Другої світової війни Едріанн Аллен з Вільямом Вітні мешкали у Лондоні разом з її дітьми, які проводили набагато більше часу в новій сім'ї матері, ніж в родині батька. В кінці 1950-х Аллен з сім'єю переїхала в Монтре, Швейцарія. Чоловік помер у 1973 році.
Едріанн Аллен померла 14 вересня 1993 року від раку в Монтре, Швейцарія.

## Ролі у театрі
- 1930 — «Приватне життя» — Сібіл Чейз
- 1931 — «Синара» — Доріс Лі
- 1934 — «Сяючий час» — Джуді Лінден
- 1935 — «Гордість і упередження» — Елізабет Беннет
- 1947 — «Любов до кохання» — місіс Фрайль
- 1948 — «Едвард, мій син» — Евелін Гольт
- 1956 — «Дебютантка мимоволі» — Шейла Бродбент

## Ролі у кіно
- 1930 — «Незакінчені справи» — Бренда Фаллон
- 1931 — «Сильна стать» — Мері Торп
- 1931 — «Між жінками» — леді Памела
- 1931 — «Чорна кава» — Люсія Еморі[6]
- 1932 — «Весело ми котимося в пекло» — Клер Гемпстед
- 1932 — «Ніч 13 червня» — Елна Каррі
- 1935 — «Мораль Маркуса» — Джудіт
- 1947 — «Чоловік жовтня» — Джойс Карден
- 1948 — «Бонд-стріт» — місіс Тавернер
- 1953 — «Проголосуйте за Г'юґетта» — пані Голл
- 1953 — «Заключний тест» — Етель
- 1954 — «Зустрітися з паном Малколмом» — місіс Дюрант